# Цветень (ансамбль)
ЦВЕТЕНЬ — российский профессиональный фольклорный коллектив, ведущий фолк-коллектив России в жанре этно-поп. Основан 11 апреля 1999 года в Кургане. Создатель и художественный руководитель — Станислав Григорьевич Белинский (лауреат Премии Правительства Российской Федерации «Душа России»). Коллектив работает в двух направлениях: исполняет фольклорно-этнографические песни в аутентичном звучании и создает на основе фольклора разных регионов России современную поп-музыку (сочетая фольклор с современными аранжировками в стиле этно-поп) — второе, обрело особую популярность среди аудитории по всему миру.
Сегодня «Цветень» ведёт активную концертную деятельность, выступая по всей России. Хедлайнер многих этнофестивалей, в том числе «Каравон», «Бажовский фестиваль», «Вкусы России», «Славянский базар» в Витебске, «Бушуевский фестиваль», «Тагильский калейдоскоп» и прочее. «Цветень» работает на одних площадках с разными артистами российского шоу-бизнеса и этно-коллективами — Отава Ё, КоленкорЪ, Митя Фомин, MIA BOYKA, Хабиб, Надежда Бабкина, группа ФАБРИКА, группа DABRO и другие.
С 2021 года «Цветень» входит в структуру Курганской филармонии ГАУ «Курганское театрально-концертное объединение» как профессиональный фольклорный ансамбль. На базе Автономной некоммерческой организации Центр русской культуры «Цветень» реализует социально-значимые и культурные инициативы.
Участник шоу Андрея Малахова «Привет, Андрей» на телеканале «Россия», частый гость ток-шоу «Поле чудес» на Первом канале, участник шоу «Страна талантов» на телеканале НТВ, также участие в шоу «Сто к одному», «Поедем поедим», «Четыре свадьбы», «Песни от всей души».
Ансамбль «Цветень» за годы своей деятельности стал настоящей визитной карточкой Зауралья и брендом Курганской области, представляя регион на федеральном уровне. Выступления ансамбля «Цветень» — это народное шоу, в котором звучат подлинные народные песни в самобытном, эксклюзивном и современном исполнении, раскрывается русская душа и царит любовь и праздник. Яркие комплекты этнографических костюмов, народный темперамент, теплота и душевность, задор, мотивы народов многонациональной России заставляют любого влюбиться в народную культуру. Группа «Цветень» отличается живым и искренним общением со зрителем во время выступлений.
«Мой залётка гармонист», «Матюшка», «Танечка» — эти и другие песни, созданные «Цветнем» на основе старинного фольклора, стали народными хитами и звучат по всей стране из уст множества народных коллективов.
В 2021 году «Цветень» становится участником проекта «Песни России» под художественным руководством Народной артистки России Надежды Бабкиной.
С 2022 года ЦВЕТЕНЬ сотрудничает с композитором Алексеем Ивановым (один из экс-участников группы ИВАН КУПАЛА) - альбом "Музыка поколений" и ряд синглов.  Коллектив издаётся на музыкальном лейбле United Music Group, Первое Музыкальное Издательство, СОЮЗ.
Лауреат международного этнического фестиваля «МИР Сибири» 2022.
Официальные каналы
ВК - https://vk.com/cvetenfolk
YT - https://youtube.com/@cvetenfolk
TG - https://t.me/cveten

## История
Задумка создать ансамбль появилась, когда Станислав Белинский учился на фольклорном отделении в Курганском областном колледже культуры. На четвёртом курсе, будучи на практике, Станислав попал в городской Дом культуры, и художественный руководитель Любовь Петровна Бердникова предложила создать молодёжный коллектив, в котором бы пели профессионалы. Через какое-то время Станислав решил собрать поющих однокурсниц. В ДК завода «Кургансельмаш» собралась группа единомышленников. Люди самые разные, но увлечённые. Мария Бурцева, Дина Игумнова, Ольга Смирнова. Так в 1999 году появился ансамбль. 11 апреля — первое выступление на площадке ДК завода «Кургансельмаш» стало официальным днём рождения ансамбля. Рождение коллектива в апреле и определило название ансамбля — «Цветень» (старославянское название месяца «апрель»).
В 2001 году коллектив перешёл в курганский Дворец культуры железнодорожников.
Первый ценный диплом лауреатов коллектив завоевал в 2000 году на фестивале «Казачий круг во славу Отечества», проходивший в Москве к 10-летию возрожденного казачества в театре Российской армии. В 2008 году коллектив стал победителем Всероссийского фестиваля «РЖД зажигает звёзды». Он проходил в несколько этапов и на заключительном в Москве ансамбль занял первое место. И с тех пор дипломантами даже и не становились.
В 2015 году солист Виктор Шведов и ансамбль стали обладателями Гран-при на Межрегиональном конкурсе фольклорных коллективов «Русь» в городе Ханты-Мансийске. В этом же году был выпущен первый музыкальный диск в который вошли фольклорные песни разных регионов России.
В 2016 году ансамбль стал лауреатом Международного конкурса фольклорных коллективов «Русская песня» в городе Оренбурге. В этом же году коллектив принял участие в съёмках телевизионной викторины «Сто к одному» на телеканале «Россия 1» в городе Москве.
В 2017 году коллектив завоевал звание лауреата во Всероссийском фольклорном конкурсе «Казачий круг», пройдя в финал выступили на гала-концерте, который состоялся 15 мая 2018 года в Московском государственном театре музыкального фольклора «Русская песня» под руководством Надежды Бабкиной.
Какие бы ни были фестивали, ансамбль становился обладателем гран-при или первого места.
В 2005 ансамблю было присвоено звание «Народный самодеятельный коллектив».
В 2014 году на базе ансамбля был создан коллектив-спутник детский фольклорный ансамбль «Потеха», его руководителем был назначен солист ансамбля «Цветень» Виктор Шведов.
В 2014 году присвоено звание «Заслуженный коллектив народного творчества Курганской области».
11 декабря 2018 года в Государственном реестре товарных знаков и знаков обслуживания Ансамбль зарегистрировал товарный знак «Цветень».
12 декабря 2018 года коллектив расширяется и регистрирует Автономную некоммерческую Центр русской культуры «Цветень», в которую входят творческие коллективы и мастера народных ремесел. Организация ведет активную социально-культурную деятельность, в том числе при поддержке Фонда президентских грантов и Министерства культуры РФ.
В 2019 году первые съемки в капитал-шоу «Поле чудес» на Первом канале и в шоу «Поедем поедим» на телеканал НТВ.
Приказом Министерства культуры РФ № 191 от 12 февраля 2020 года присвоено звание «Заслуженный коллектив народного творчества РФ» (действует 5 лет на базе самодеятельных коллективов).
Участники ансамбля изучают фольклор непосредственно общаясь с исполнителями русских народных песен, совершая экспедиции в деревни и сёла Курганской области, что способствует сохранению и развитию культурного наследия русского народа.
В 2021 году коллектив побеждает во Всероссийском фестивале-конкурсе любительских творческих коллективов, входит в 20-ку лучших фольклорных коллективов России и получает грант Министерства культуры РФ в размере 2 000 000 рублей.
Ключевой момент: В ноябре 2021 года в составе артистов имеющих профильное образование входит в ГАУ «Курганское театрально-концертное объединение» (Филармония) как профессиональный фольклорный ансамбль.
Трижды номинант конкурса на этномузыкальную премию «МИРА» международного фестиваля этнической музыки и ремёсел «МИР Сибири» (2021, 2022, 2023).
Лауреат международного фестиваля этнической музыки и ремёсел я «МИР Сибири» 2022.

## Галерея

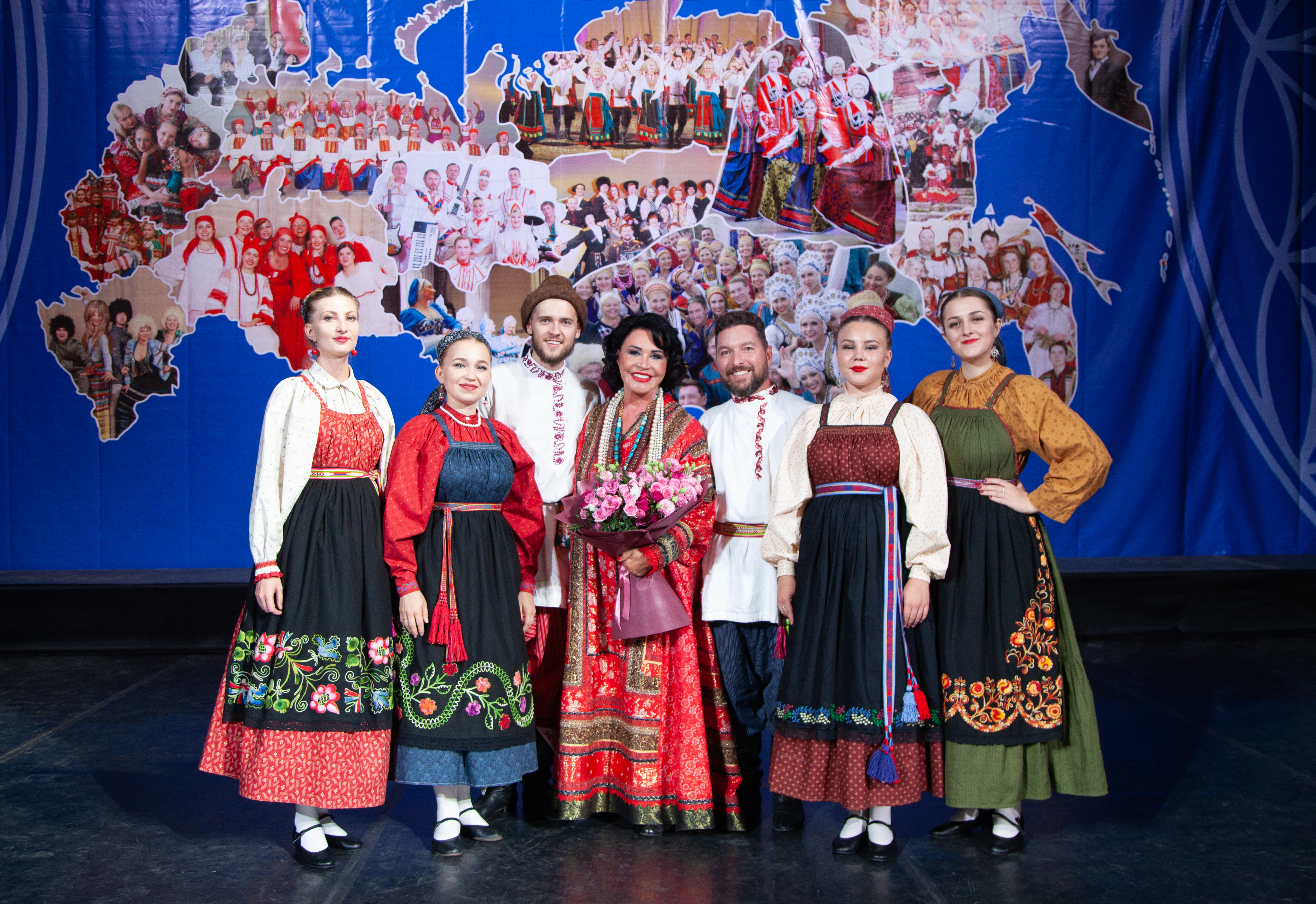
Ансамбль «Цветень» и Надежда Бабкина (в центре)
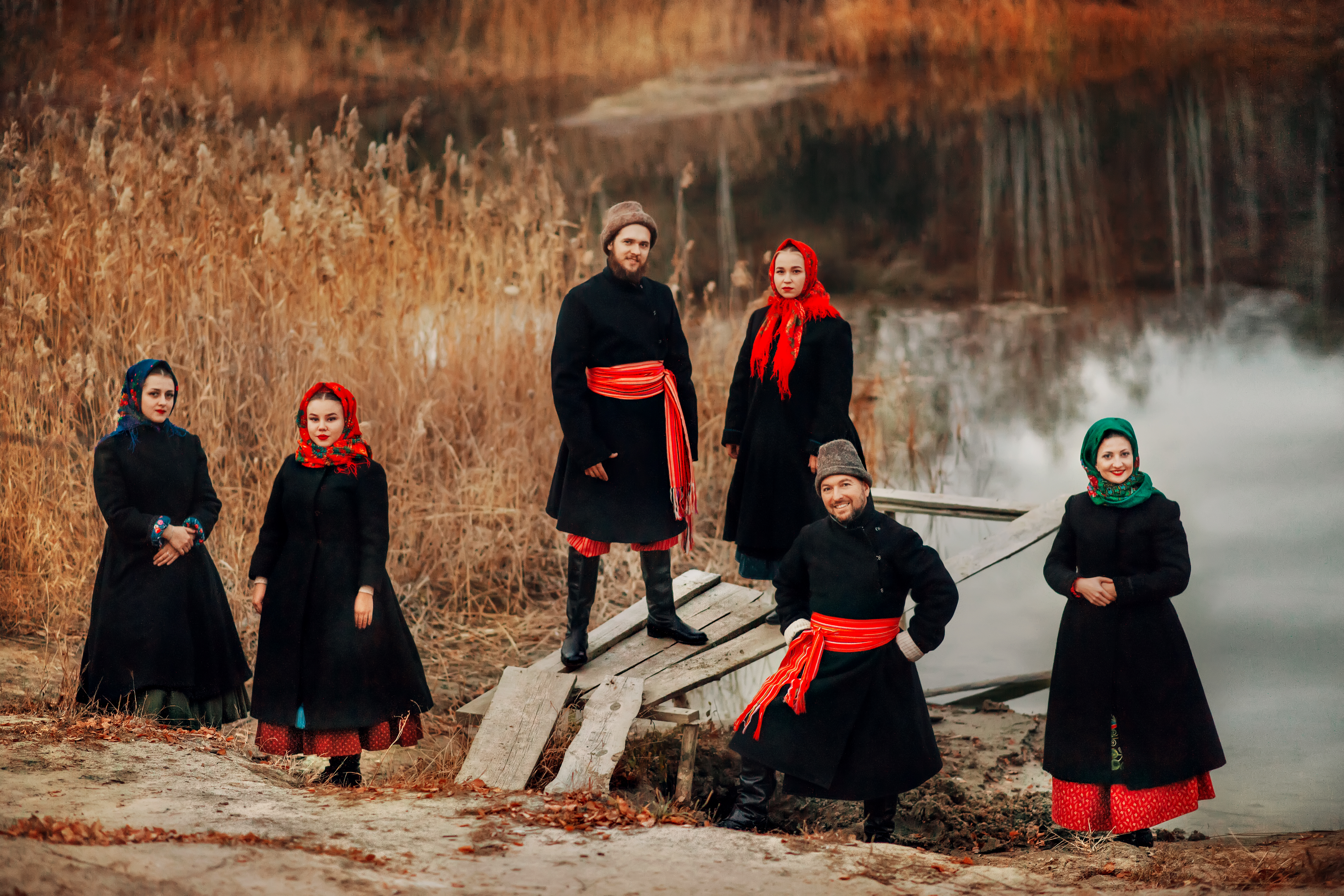
Ансамбль «Цветень» в традиционной русской верхней одежде
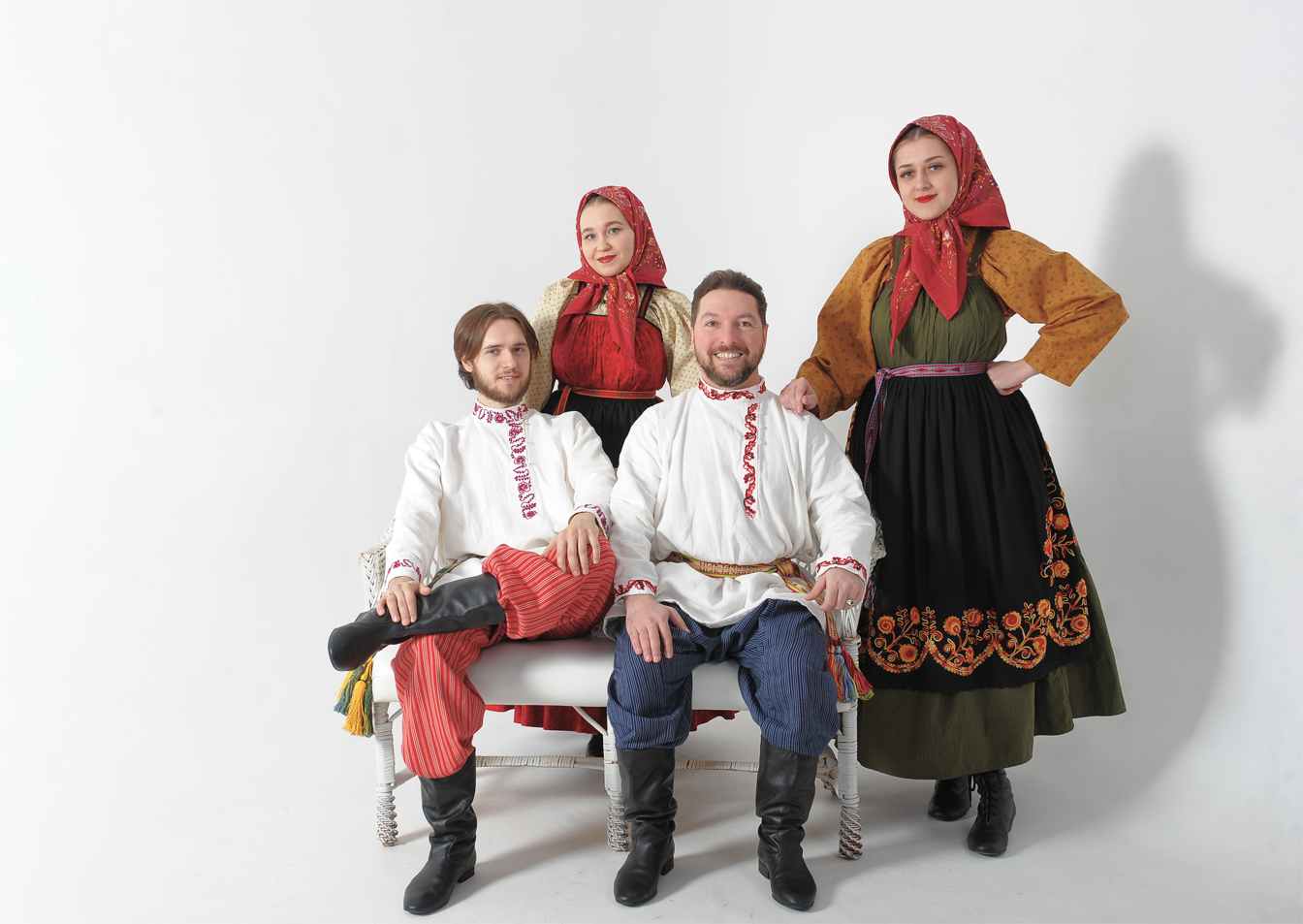
Ансамбль в студии Кочешева

## Дискография

### «Ухарь-купец» (2015)
1. У нас, да на улице (протяжная Белгородской области)
2. Я посеяла ленку (плясовая Курганской области)
3. Земляничка-ягодка (плясовая донских казаков)
4. Космонавты (современная народная песня Белгородской области)
5. Ухарь-купец (народные слова и распев)
6. В тёмной роще (лирическая брянских партизан из реп. гр. «Партизан FM»)
7. Когда мы были на войне… (муз. В. Столяров, сл. Д. Самойлов)
8. Что ж ты, пташечка, примолкла (дуэт, из реп. ансамбля «Живая старина»)
9. Роза (муз. и сл. М. Устинов, распев ансамбля «Миряне»)
10. Молодой агроном (Муз. Г. Пономаренко, Сл. В. Боков)
11. Снежок сеем (колядка)
12. Ой, ходила Катюша (свадебная с плачем, обр. В. Захарченко)
13. Ехал кузнец с ярманки (плясовая терских казаков)
14. Да и кто же у нас был (плясовая Ростовской области)

### «20/19»[10](2019)
1. Щебетала ласточка на заре
2. Раз, два, люблю тебя
3. Ох, как наши космонавты
4. Не для меня
5. У милого, у крылечка
6. По сеням, да по сенюшкам
7. Ухарь-купец
8. Среди миров
9. Ой, туманы мои
10. Купался бобер
11. Никто травушку не косит
12. Ехал кузнец с ярманки
13. Распрягайте, хлопцы, коней

### «Бабкины песни»[11](2021)
1. В нас на улице Матюшка
2. Через речку-речушку
3. Тихий омут
4. Сырой бор горит
5. Мой залётка гармонист
6. Уж вы голуби
7. У колодских ворот
8. Ишо по полу ходить
9. Масленая недалечко

### «Музыка поколений»[12](2022)
Аранжировщик и композитор Алексей Иванов, участник группы Иван Купала
1. Прудик
2. Размолоденький
3. Танечка
4. Галочка
5. Васенька
6. Залётка
7. Соколики
8. Соловейка
9. Жито жала
10. Заря
11. Молодец
12. У колодских ворот
13. Через речку
14. Матюшка
15. Коляда

### Синглы
1. Пролегала путь-дорожка (декабрь 2021)
2. Муж гуляка (февраль 2022)
3. Селезень (март 2024)
4. Кудри (апрель 2024)
5. Буйный ветер (май 2024)
6. Лавочка (июнь 2024)
7. Дуняша (июль 2024)
8. Марьюшка (август 2024)
9. Дуняша (сентябрь)

## Музыкальные клипы
«Матюшка» 2021
«Залётка» (2021,2023)
«Муж гуляка» 2022
«Через речку» 2022
«Танечка» 2022
«Жито жала» 2022
«Коляда» 2023
«Прудик» 2024
«Васенька» 2024
«Селезень» 2024
«Кудри» 2024
«Дуняша» 2024

## Участие в телепередачах
1. «Сто к одному» на телеканале «Россия 1» от 11.12.2016 г.[13]
2. «Поедем поедим» на телеканале «НТВ» от 26.10.2019 г.[14]
3. Капитал-шоу «Поле чудес» на телеканале «Первый канал» от 8.11.2019 г.[15]
4. Ток-шоу «Привет, Андрей!» на телеканале «Россия 1» от 22.01.2022 г.[16]
5. «Страна талантов» на телеканале НТВ от 08.04.2022 г.[17]
6. Капитал-шоу «Поле чудес» на телеканале «Первый канал» от 29.04.2022[18]
7. Капитал-шоу «Поле чудес» на телеканале «Первый канал» от 14.10.2022
8. Капитал-шоу «Поле чудес» на телеканале «Первый канал» от 01.12.2023

## Фильмография и музыка в кино
1. Постучись в мою Тверь (2025). Звучит сингл "Марьюшка"
2. Сериал на ТНТ (2025), звучит сингл. Информация обновится после премьеры сериала.
3. Эффект компассии (2025). Играют самих себя в эпизодической роли.